# Duje Dukan
Duje Dukan (Split, 4. prosinca 1991.) je hrvatski profesionalni košarkaš koji je posljednji put igrao za Klosterneuburg Dukese u austrijskoj košarkaškoj Bundesligi. Igrao je sveučilišnu košarku za Sveučilište Wisconsin-Madison.
Dukan je rođen u Splitu, u Hrvatskoj, ali se preselio u Sjedinjene Države kada je imao 10 mjeseci. Odrastao je u Deerfieldu (Illinois), gdje je i pohađao srednju školu. Tijekom 1990-ih, Dukan je bio bejzbolski igrač za Chicago Bullse u United Centeru. Kasnije je igrao sveučilišnu košarku za Sveučilište Wisconsin.